# Бруно фон Мудра
Карл Бруно Юліус Мудра, з 16 червня 1913 року — фон Мудра (нім. Karl Bruno Julius von Mudra; 1 квітня 1851, Бад-Мускау — 21 листопада 1931, Шверін) — німецький воєначальник, генерал піхоти Прусської армії. Кавалер ордена Pour le Mérite з дубовим листям.

## Біографія
На відміну від більшості німецьких офіцерів, Мудра не походив з родини спадкових військовиків: його батько був теслею. В 1863/70 роках навчався в гімназії в Котбусі, після чого вступив в Прусську армію. В 1881/84 роках навчався в Прусській військовій академії в Берліні. З 27 серпня 1907 року — командир 39-ї піхотної дивізії в Кольмарі. З 2 березня 1910 року — генерал-губернатор Меца. В 1911 році призначений головним інспектором фортець. З 1 березня 1913 року — командир 16-го армійського корпусу.
На початку Першої світової війни корпус Мудра входив до складу 5-ї армії. Мудра отримав наказ не допустити прорив французьких військ через Аргоннський ліс, що він успішно виконав. З березня 1916 року — командир Східної штурмової групи, яка розташовувалася на лівому березі Мааса. Учасник Верденської битви. З 22 жовтня 1916 по 2 січня 1917 року — командувач 8-ю армією, з 4 січня 1917 по 17 червня 1918 року — армійською групою «А», з 18 червня 1918 року — 1-ю, з 12 жовтня 1918 року — 17-ю армією. Мудра виступав за продовження війни, незважаючи на навдачі німецької армії, проте його погляди були прийняті військовим кабінетом в Берліні. 19 січня 1919 року 17-та армія була розформована, а Мудра вийшов на пенсію.
Спочатку Мудра жив у Вісбадені. 21 березня 1923 року він був арештований французькою окупаційною владою з політичних мотивів, проте 24 березня був звільнений. Він переїхав у Шверін, вступив в Німецьку національну народну партію і виступав за нову «збройну атаку» на Захід для «розплати зі спадковим ворогом». З 25 липня 1925 року — перший голова Союзу німецьких саперів.

## Звання
- Однорічний доброволець (6 жовтня 1870)
- Фенріх портупеї (15 липня 1871)
- Другий лейтенант (9 березня 1872)
- Перший лейтенант (11 грудня 1879)
- Гауптман (15 липня 1886)
- Майор (16 липня 1891)
- Оберстлейтенант (17 червня 1897)
- Оберст (18 квітня 1900)
- Генерал-майор (18 червня 1903)
- Генерал-лейтенант (22 березня 1907)
- Генерал піхоти (13 вересня 1911)

## Нагороди
- Пам'ятна військова медаль за кампанію 1870-71
- Орден Червоного орла
  - 4-го класу
  - 3-го класу з бантом
  - 2-го класу з дубовим листям
    - зірка до ордена 2-го класу

  - 1-го класу з дубовим листям
- Хрест «За вислугу років» (Пруссія)
- Столітня медаль
- Орден Корони (Пруссія)
  - 3-го класу
  - 2-го класу із зіркою
  - 1-го класу
- Орден Альберта (Саксонія)
  - офіцерський хрест
  - великий хрест
    - золоті зірка і мечі до великого хреста
- Орден «За військові заслуги» (Баварія)
  - 3-го класу
  - офіцерський хрест
  - 2-го класу із зіркою
  - 1-го класу
  - великий хрест з мечами
- Орден Фрідріха (Вюртемберг), командорський хрест 2-го класу
- Орден Лева і Сонця 2-го ступеня (Іран)
- Орден Меджида 1-го класу (Османська імперія)
- Орден Церінгенського лева, великий хрест
- Орден Залізної Корони 1-го класу (Австро-Угорщина)
- Залізний хрест 2-го і 1-го класу
- Медаль «За відвагу» (Гессен)
- Хрест «За військові заслуги» (Ліппе)
- Хрест «За заслуги у війні» (Саксен-Мейнінген)
- Ганзейський хрест (Гамбург, Бремен і Любек)
- Pour le Mérite з дубовим листям
  - орден (13 січня 1915)
  - дубове листя (17 жовтня 1916)
- Почесний громадянин міста Бад-Мускау (лютий 1915)
- Орден Вюртемберзької корони, великий хрест
- Почесний шеф Королівського піхотного полку (6-го Лотаринзького) №145

## Вшанування пам'яті
- На честь Мудра були названі численні казарми вермахту, а також казарми бундесверу в Кельні.
- В Берліні є вулиця Мудра (нім. Mudrastraße), в Майнці — вулиця генерала Мудра (нім. General-Mudra-Straße).
- З 1983 року Союз німецьких саперів щороку вручає найкращим випускникам курсів кандидатів в офіцери інженерних військ Премію генерала фон Мудра (нім. General-von-Mudra-Preis).